# San Lorenzo Cacaotepec
San Lorenzo Cacaotepec là một đô thị thuộc bang Oaxaca, México. Năm 2005, dân số của đô thị này là 11559 người.